# Sídliště Pouchov – Věkoše
Sídliště Pouchov – Věkoše je urbanistický celek na severu Hradce Králové na pomezí a území dvou místních částí, původně samostatných obcí: Pouchova a Věkošů.
Sídliště vzniklo na volných plochách mezi původními obcemi, čímž došlo k vytvoření spojeného jednotného funkčního sídelního celku. Sídliště se vyznačuje odstupem jednotlivých staveb, příjemným měřítkem a dostatkem zeleně.
Výstavba sídliště o 887 bytech proběhla v letech 1968–1976, a to podle návrhu Ing. arch. Zdeňka Vašaty.
První obyvatelé se na sídliště nastěhovali v červenci 1970. Za zmínku jistě stojí, že se Věkoše i Pouchov staly součástí Hradce Králové až v roce 1971.

## Občanská vybavenost
29. prosince 1973 došlo ke slavnostnímu otevření nové samoobsluhy.

### Školství
V Pouchově bylo zahájeno vyučování na farní triviální škole v roce 1780. 
V rámci výstavby sídliště byl v roce 1976 byl alespoň pro základní zprovoznění dokončen rozsáhlý školní areál v ulici K Sokolovně. Výuka v nových budovách byla zahájena ve školním roce 1976/1977  , kdy do nich nastoupilo 645 žáků v 18 třídách. Tři třídy tehdy ještě zůstaly v původní školní budově. Během tohoto školního roku ještě vznikaly odborné učebny (fyziky, chemie, biologie, výtvarné výchovy) či školní kuchyně, dílny, pracovny šití a péče o dítě. Školní jídelna byla zprovozněna v lednu 1977, tělocvična dokonce o rok později. Okolí školy bylo dokonce dokončeno a zkolaudováno až v říjnu 1979. Mezitím počet žáků vzrůstal, navíc od školního roku 1978/79 již stará škola přešla pod dnešní Gymnázium Boženy Němcové. Ve školním roce 1979/80 již základní školu navštěvovalo na 820 žáků, kteří byli rozděleni do 26 tříd. V následujícím školním roce se jednalo o více než 900 žáků a učebny přestávaly stačit. 
O 15 let později, ve školním roce 2005/2006 do 15 tříd chodilo už jen 300 žáků. O rok později se otevřela první třída s rozšířenou výukou tělocviku zaměřená na florbal. Dalším zaměřením školy je ekologie.

## Umělecká díla
V ulici K Sokolovně, před objektem bývalé samoobsluhy Slavia, se nachází "Plastika pro sídliště Pouchov". Jedná se o abstraktní dílo od Františka Štorka.